# Abdul Nurudeen
Abdul Manaf Nurudeen (Accra, 8 februari 1999) is een Ghanese doelman die sinds 2017 voor KAS Eupen uitkomt.

## Clubcarrière
KAS Eupen nam Nurudeen in de zomer van 2017 over van de Aspire Academy, de academie waarmee de Belgische club samenwerkt. Die zomer maakten Souleymane Aw en Carlos Martínez Castro dezelfde beweging. Nurudeen werd aanvankelijk de doublure van Hendrik Van Crombrugge en Babacar Niasse, en na hun vertrek van hun vervangers Ortwin De Wolf, Romain Matthys en Théo Defourny. Pas in zijn vierde seizoen bij Eupen mocht Nurudeen zijn eerste officiële wedstrijd spelen voor De Panda's: toen zowel De Wolf als Defourny positief testten op corona moest de Ghanees noodgedwongen invallen voor de competitiewedstrijd tegen Waasland-Beveren op 7 november 2020. Eupen sleepte met Nurudeen in doel een 1-1-gelijkspel uit de brand.
Na het vertrek van De Wolf en Defourny schoof Nurudeen in de zomer van 2021 door naar de plek van eerste doelman. Tijdens de eerste competitiewedstrijd van het seizoen, tegen landskampioen Club Brugge, viel hij zowel in positieve als in negatieve zin op: met dank aan zijn vele reddingen kon Eupen de regerende landskampioen op een 2-2-gelijkspel houden, maar de Ghanees liet de gemoederen ook oplaaien door herhaaldelijk tijd te rekken. In april 2022 werd het contract van Nurudeen, die in zijn eerste seizoen als eerste doelman twintig competitie- en vier bekerwedstrijden speelde, verlengd tot medio 2026.

## Clubstatistieken
| Seizoen         | Club            | Competitie      | Competitie | Competitie | Beker | Beker | Supercup | Supercup | Europees | Europees | Totaal | Totaal |
| Seizoen         | Club            | Competitie      | Wed.       | Dlp.       | Wed.  | Dlp.  | Wed.     | Dlp.     | Wed.     | Dlp.     | Wed.   | Dlp.   |
| --------------- | --------------- | --------------- | ---------- | ---------- | ----- | ----- | -------- | -------- | -------- | -------- | ------ | ------ |
| 2017/18         | KAS Eupen       | Eerste klasse A | 0          | 0          | 0     | 0     | —        | —        | —        | —        | 0      | 0      |
| 2018/19         | KAS Eupen       | Eerste klasse A | 0          | 0          | 0     | 0     | —        | —        | —        | —        | 0      | 0      |
| 2019/20         | KAS Eupen       | Eerste klasse A | 0          | 0          | 0     | 0     | —        | —        | —        | —        | 0      | 0      |
| 2020/21         | KAS Eupen       | Eerste klasse A | 1          | 0          | 0     | 0     | —        | —        | —        | —        | 1      | 0      |
| 2021/22         | KAS Eupen       | Eerste klasse A | 20         | 0          | 4     | 0     | —        | —        | —        | —        | 24     | 0      |
| 2022/23         | KAS Eupen       | Eerste klasse A | 3          | 0          | 0     | 0     | —        | —        | —        | —        | 3      | 0      |
| Carrière totaal | Carrière totaal | Carrière totaal | 24         | 0          | 4     | 0     | 0        | 0        | 0        | 0        | 28     | 0      |

Bijgewerkt op 21 augustus 2022.

## Interlandcarrière
Nurudeen nam in 2019 met de Ghanese beloften deel aan de Afrika Cup onder 20 in Niger. Hij stond in alle drie de groepswedstrijden onder de lat. In de eerste groepswedstrijd tegen Burkina Faso hielp hij met een assist voor Daniel Lomotey aan de 0-2-zege van de Ghanezen. Tegen Senegal en Mali ging Ghana echter de boot in, waardoor het toernooi er na de groepsfase al opzat voor Nurudeen en zijn ploegmaats.
In augustus 2021 werd hij voor het eerst opgeroepen bij het eerste elftal van Ghana naar aanleiding van de WK-kwalificatiewedstrijden tegen Ethiopië en Zuid-Afrika. Op 5 januari 2022 maakte hij zijn interlanddebuut in een vriendschappelijke interland tegen Algerije: bondscoach Milovan Rajevac liet hem aan de wedstrijd beginnen en verving hem na 67 minuten bij een 1-0-achterstand voor Lawrence Ati Zigi. Ghana verloor de wedstrijd uiteindelijk met 3-0. Nurudeen nam die maand ook deel aan de Afrika Cup 2021, maar daar kwam hij niet in actie.
| Interlands van Abdul Nurudeen | Interlands van Abdul Nurudeen | Interlands van Abdul Nurudeen | Interlands van Abdul Nurudeen | Interlands van Abdul Nurudeen | Interlands van Abdul Nurudeen | Interlands van Abdul Nurudeen |
| No.                           | Datum                         | Wedstrijd                     | Uitslag                       | Soort Wedstrijd               | Doelpunten                    |                               |
| Als speler bij KAS Eupen      | Als speler bij KAS Eupen      | Als speler bij KAS Eupen      | Als speler bij KAS Eupen      | Als speler bij KAS Eupen      | Als speler bij KAS Eupen      | Als speler bij KAS Eupen      |
| ----------------------------- | ----------------------------- | ----------------------------- | ----------------------------- | ----------------------------- | ----------------------------- | ----------------------------- |
| 1.                            | 5 januari 2022                | Algerije – Ghana              | 1 – 0                         | Vriendschappelijk             | -                             |                               |
| 2.                            | 14 juni 2022                  | Chili – Ghana                 | 0 – 0                         | Kirin Cup 2022                | -                             |                               |
| Totaal                        | Totaal                        | Totaal                        | Totaal                        | Totaal                        | -                             |                               |

Bijgewerkt tot 21 augustus 2022
1 Moser ·
2 Van Genechten ·
3 Davidson ·
4 Baiye ·
7 Nuhu ·
8 Peeters ·
9 Prevljak ·
10 Charles-Cook ·
11 N'Dri ·
13 S. Keita ·
14 Deom ·
15 Magnée ·
17 Bitumazala ·
18 A. Keita ·
20 Magee ·
23 Christie-Davis ·
24 Wakaso ·
28 Paeshuyse ·
29 Alloh ·
30 Gorenc ·
33 Nurudeen ·
35 Lambert ·
47 Offermann ·
77 Oger ·
99 Roufosse ·
Coach: Still
1 Ati-Zigi ·
2 Lamptey ·
3 Odoi ·
4 Salisu ·
5 Partey ·
6 Owusu ·
7 Issahaku ·
8 Kyereh ·
9 J. Ayew ·
10 A. Ayew  ·
11 Bukari ·
12 Danlad ·
13 Afriyie ·
14 Mensah ·
15 Aidoo ·
16 Nurudeen ·
17 Rahman ·
18 Amartey ·
19 Williams ·
20 Kudus ·
21 Abdul Samed ·
22 Sulemana ·
23 Djiku ·
24 Sowah ·
25 Semenyo ·
26 Seidu ·
Coach: Addo